# Margraten (plaats)
Margraten (Limburgs: Mergraote) is een dorp in de Nederlandse gemeente Eijsden-Margraten. Het dorp ligt centraal op het Plateau van Margraten in Zuid-Limburg, circa 10 kilometer ten oosten van Maastricht. Het is met zijn 3.970 (in 1 januari 2023) inwoners de op een na grootste woonplaats binnen de gemeente. Tot 31 december 2010 maakte Margraten deel uit van de voormalige gemeente Margraten.

## Topografie
Buurtschappen en gehuchten die al voor de fusie in 1982 deel uitmaakten van de (toenmalige) gemeente Margraten, zijn: Groot Welsden, Klein Welsden, 't Rooth en Termaar.
Nabijgelegen kernen zijn: Cadier en Keer, Sibbe, Scheulder, Gulpen, Banholt en Reijmerstok.

## Geschiedenis
De naam van het dorp is afgeleid van "Sinte-Margreten", Sint-Margaretha, de patroonheilige van het dorp. Het Plateau van Margraten werd pas vrij laat ontgonnen, waarschijnlijk in de 12e eeuw. Margraten behoorde in de middeleeuwen bij het land van 's-Hertogenrade (Rolduc), dat later deel uitmaakte van de landen van Overmaas van het hertogdom Brabant. Bij het Partagetraktaat van 1661 werden deze territoria gesplitst in een Staats deel en een Spaans, later Oostenrijks deel.
De komst van de Fransen maakte in 1794 een einde aan de staatkundige versnippering in dit gebied. Van 1814-30 behoorde Margraten tot het Verenigd Koninkrijk der Nederlanden, van 1830-39 tot het Koninkrijk België en vanaf 1839 tot het Koninkrijk Nederland. Margraten was tot 1 januari 1982 een aparte gemeente. Bij de herindeling van Zuid-Limburg op 1 januari 1982 werd de nieuwe gemeente Margraten gevormd, die op 1 januari 2011 fuseerde met Eijsden tot de huidige gemeente Eijsden-Margraten.
Margraten had van 1925 tot 1938 een halte aan de tramlijn Maastricht - Vaals, die ter hoogte van Margraten langs de Rijksweg (de N598) liep. Bij de kruising met de Rijksweg bevond zich een diepe gleuf die voor de tramlijn uitgegraven was. Aan de oostkant van Margraten week de stoomtram naar het zuiden af om langzaam in een gegraven tracé steeds verder te dalen om in het Gulpdal uit te komen. De eerstvolgende haltes lagen in het westen bij Cadier en Keer (Zwarteweg-Keunestraat) en in het oosten ten noordwesten van Euverem aan de weg naar Reijmerstok.
Sinds de jaren 1970 was Margraten regelmatig in het nieuws vanwege het verzet tegen verdere afgraving van het Plateau van Margraten ten behoeve van mergelwinning voor de cementindustrie. Met name het leefmilieu, natuur en landschap rond de Groeve 't Rooth zouden hierdoor worden aangetast.

## Bezienswaardigheden

### Historisch kerkgebouw
De centraal in het dorp gelegen Sint-Margaritakerk bestaat uit een 14e-eeuwse toren, een nu als zijkapel dienend koor uit de 15e eeuw en een dwars daartussen geplaatst mergelstenen schip met koor uit 1922-28 naar ontwerp van Alphons Boosten.
Behalve de kerk zijn er ook enkele kapelletjes te vinden, waaronder de Mariakapel aan de Eijkerweg en een Mariakapel aan de Trichterweg.

### Militaire begraafplaats
Margraten geniet internationale bekendheid door de aanwezigheid van het Amerikaanse Begraafplaats Margraten, een grote militaire begraafplaats. Na de Tweede Wereldoorlog heeft de Nederlandse regering de grond waarop deze begraafplaats zich bevindt, uit eerbied en dankbaarheid in eeuwigdurend gebruik afgestaan aan de VS. Er liggen 8302 soldaten begraven. Er zijn echter maar 8301 graven omdat er in een graf twee onbekende gesneuvelde Amerikaanse soldaten liggen. Margraten kwam op 8 mei 2005 in het nieuws door een streng beveiligd bezoek van de Amerikaanse president George W. Bush en diens echtgenote, tezamen met koningin Beatrix, aan het oorlogskerkhof.

### Klooster
In 1911 werd door de Zusters van Onze-Lieve-Vrouw een klein klooster aan Rijksweg 32 gesticht. Naast dit klooster verrees in 1912 een meisjesschool. Deze school heeft in een nis in de gevel een Heilig Hartbeeld. De voormalige school en klooster zijn geklasseerd als Rijksmonument.

### Mei-den
Nadat in 1962 in Termaar de Mariakapel gereed kwam, kwam men in 1964 op het idee om een mei-den tegenover de kapel te plaatsen, geïnspireerd naar het voorbeeld in Noorbeek. Enkele jaren achtereen plaatste men vervolgens de mei-den weer opnieuw, totdat men het gebruik verplaatste naar de Sprinkstraat in Margraten.

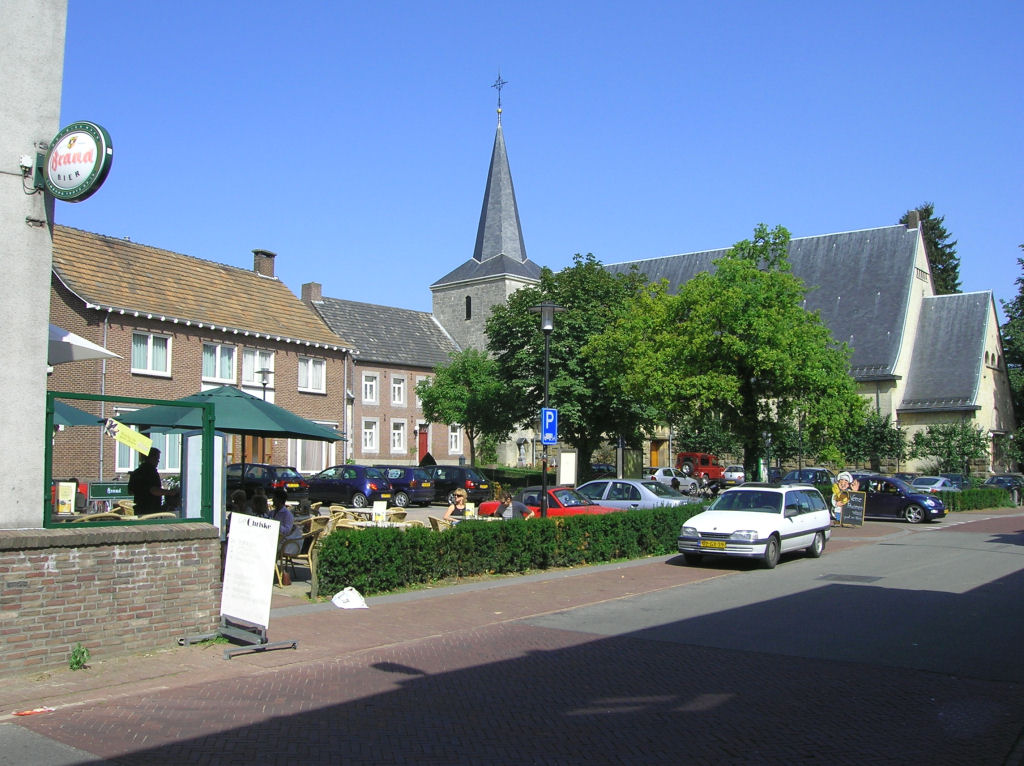
Plein en kerk
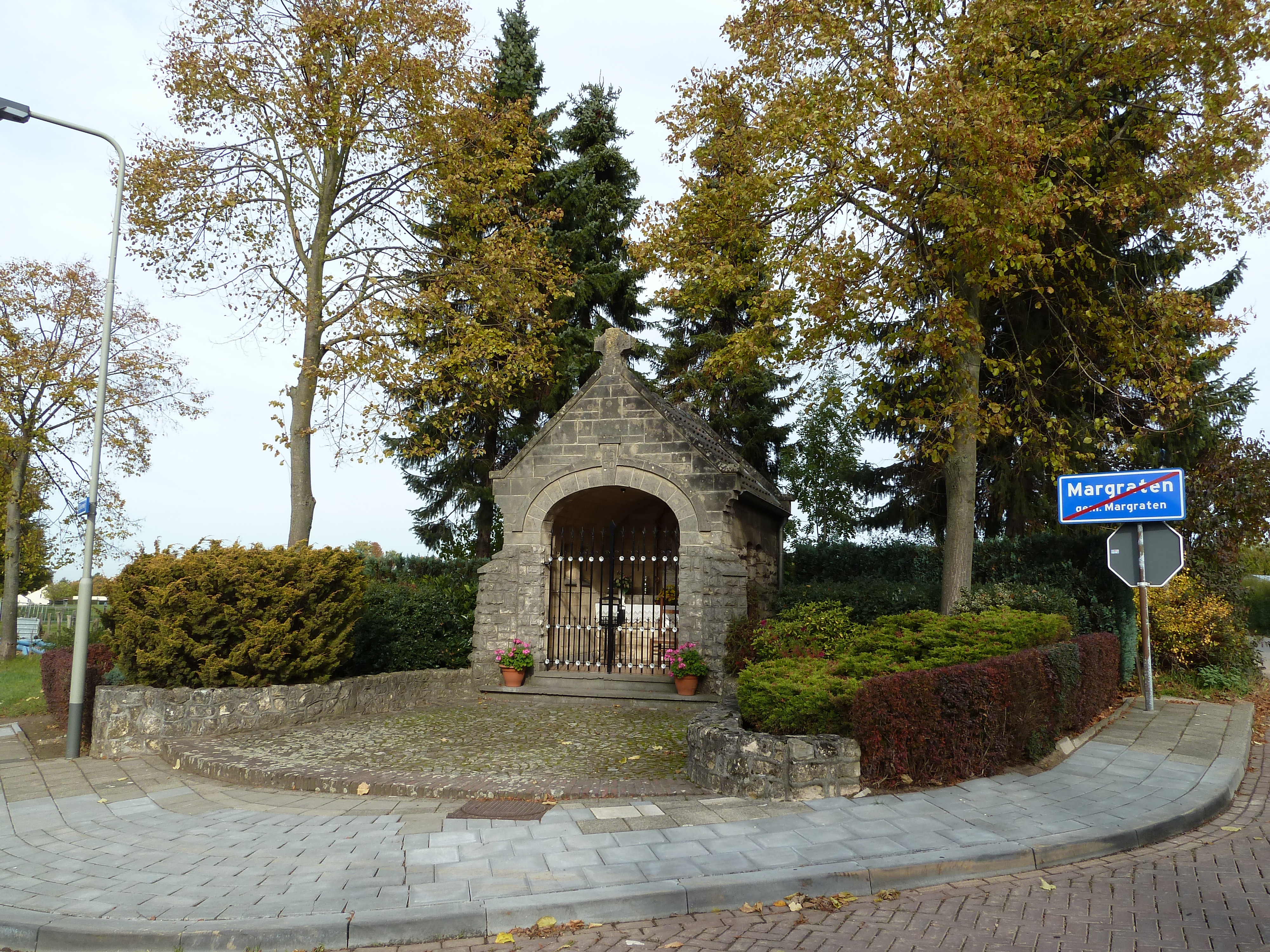
Mariakapel aan de Eijkerweg-IJzerenweg
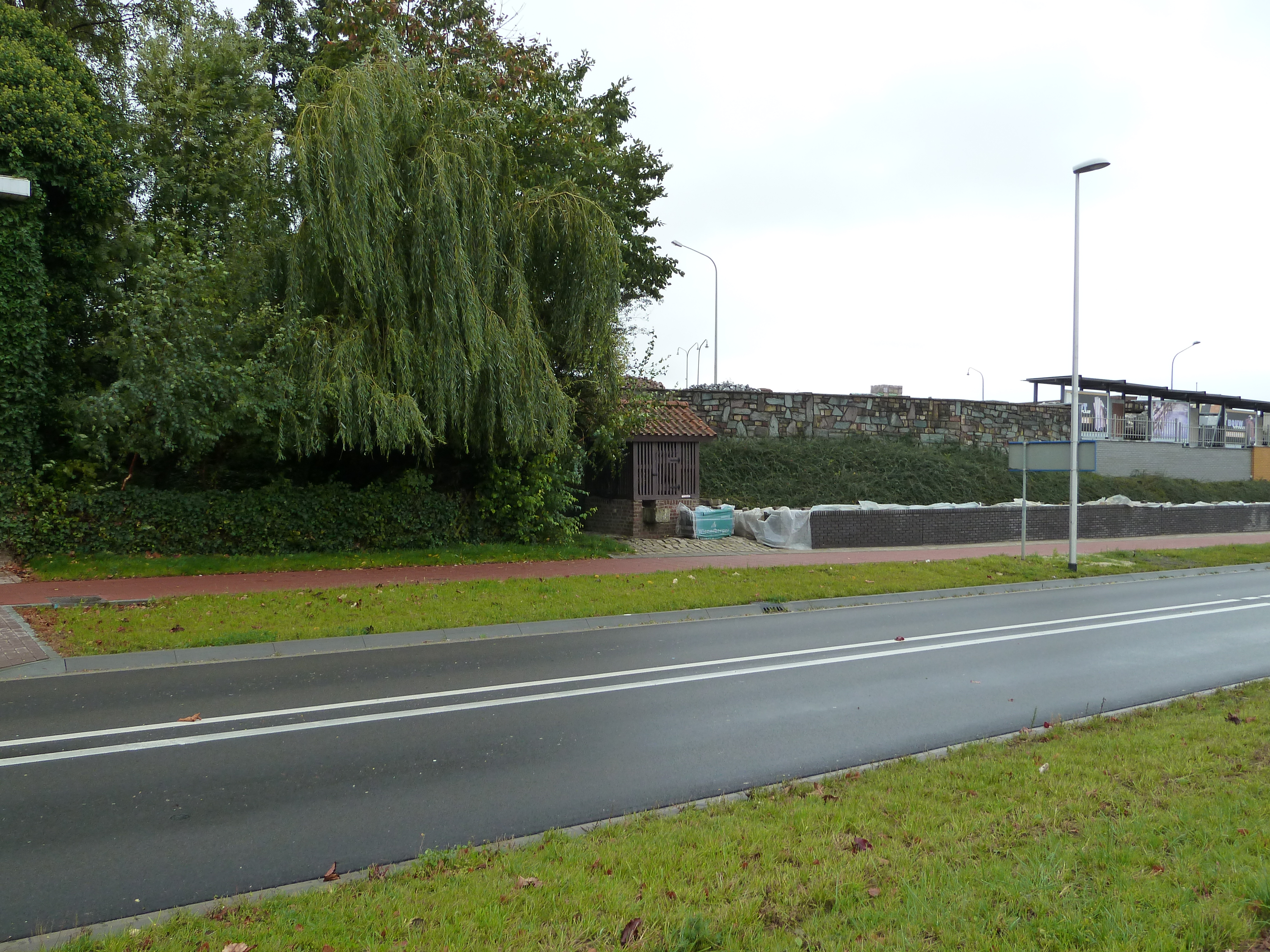
Zwingelput aan de Rijksweg
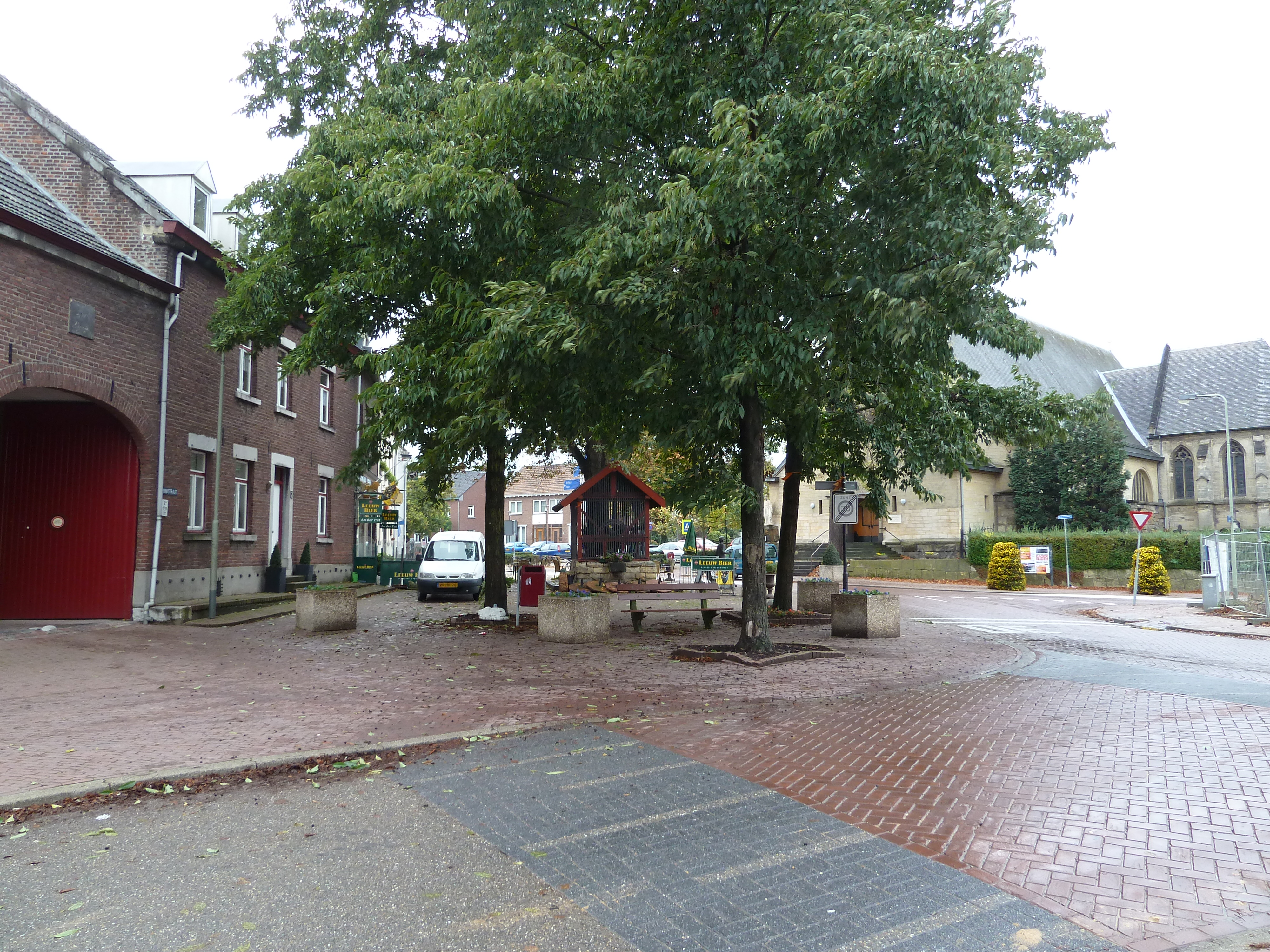
Zwingelput bij de kerk

## Natuur en landschap
Margraten ligt op het Plateau van Margraten op een hoogte van ongeveer 170 meter. Er is vooral landbouw op lössbodem en er zijn enkele holle wegen en kleine stukjes hellingbos.
De buurtschappen Groot Welsden, Klein Welsden, 't Rooth, Honthem, Bruisterbosch en Termaar liggen eveneens in de nabijheid van Margraten.

## Bekende inwoners
Hieronder een lijst op chronologische volgorde van personen geboren en overleden in Margraten.

### Geboren
- Jan Willem Brouwers (1831-1893) - rooms-katholiek priester en schrijver
- Fons van Wissen (1933-2015) - voetballer
- Peter Essers (1957) - fiscaal econoom en politicus
- Maurice Peek (1976) - schaker
- Jasper Demollin (1991) - acteur, presentator en zanger

### Overleden
- Jef van Laar (1921-2004) - politicus

## Varia
- In de naburige Duitse stad Aken is een straat genoemd naar Margraten. Het is een vrij korte, residentiële zijstraat van de Krefelder Straße (onderdeel van Bundesstraße 57), die doodloopt op de Stadtgarten Aachen.[4]

Dorpen: Banholt · Bemelen · Cadier en Keer · Eckelrade · Eijsden · Gronsveld · Margraten · Mariadorp · Mesch · Mheer · Noorbeek · Oost-Maarland · Rijckholt · Scheulder · Sint Geertruid

Gehuchten & Buurtschappen: Berg · Bergenhuizen · Breust · Bruisterbosch · Gasthuis · Groot Welsden · Herkenrade · Honthem · Hoogcruts · Hoog-Caestert · Klein Welsden · Laag-Caestert · Libeek · Moerslag · 't Rooth · Schey · Schilberg · Sint Antoniusbank · Terhorst · Terlinden · Termaar · Ulvend · Vroelen · Wesch · Withuis · Wolfshuis

Limburg: Steden en dorpen      Nederland: Provincies · Gemeenten